# Castelul Medininkai

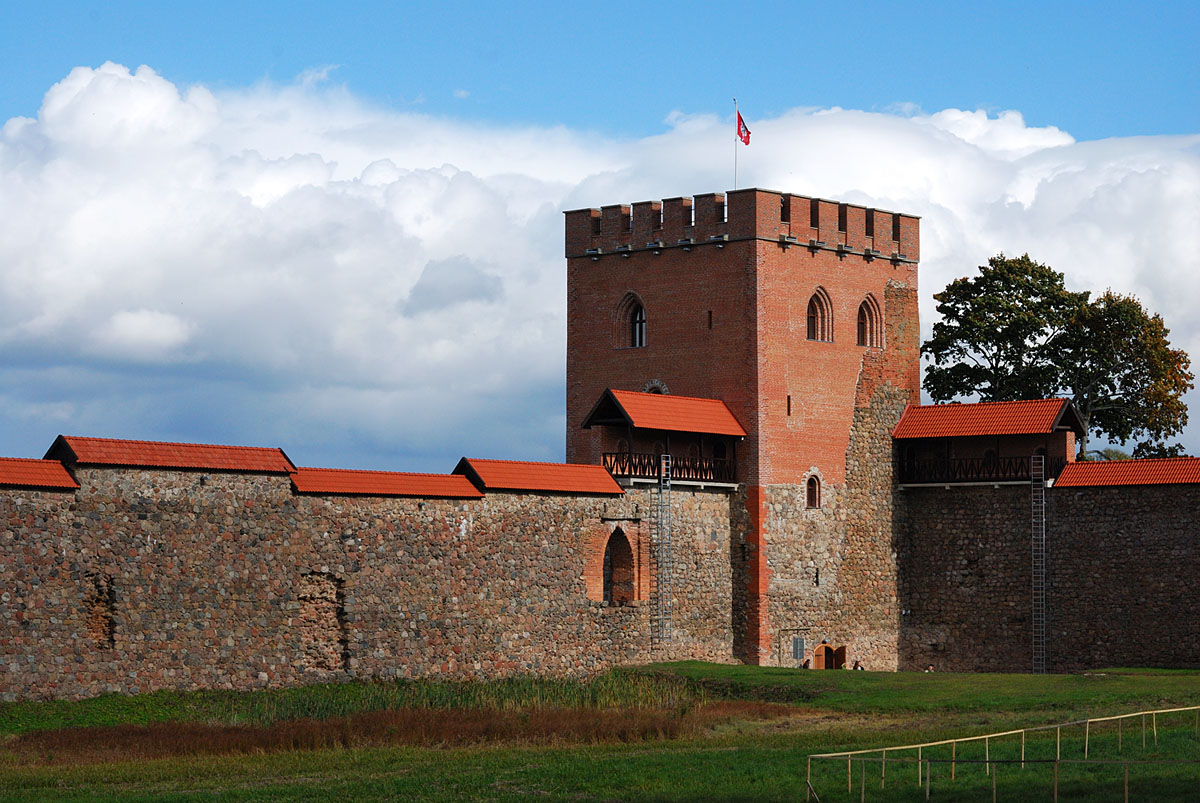
Castelul Medininkai reconstruit

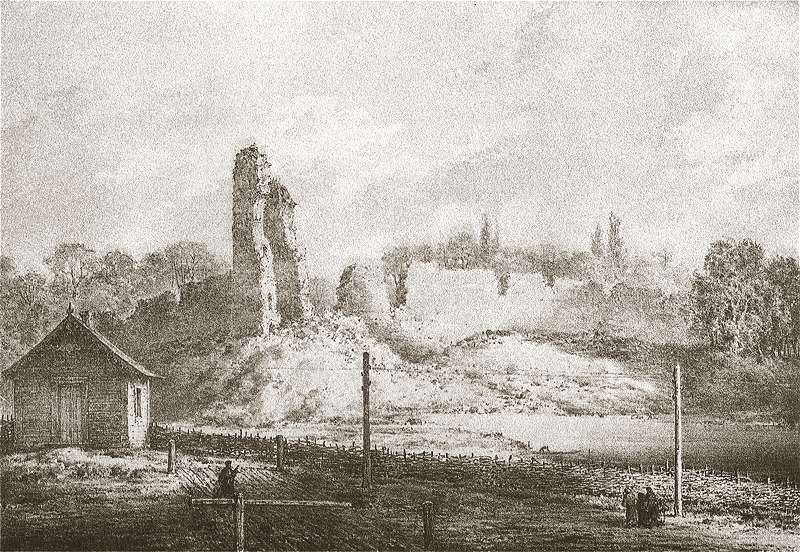
Castelul și pereții turnului, desenate în secolul al XIX-lea de Napoleon Orda

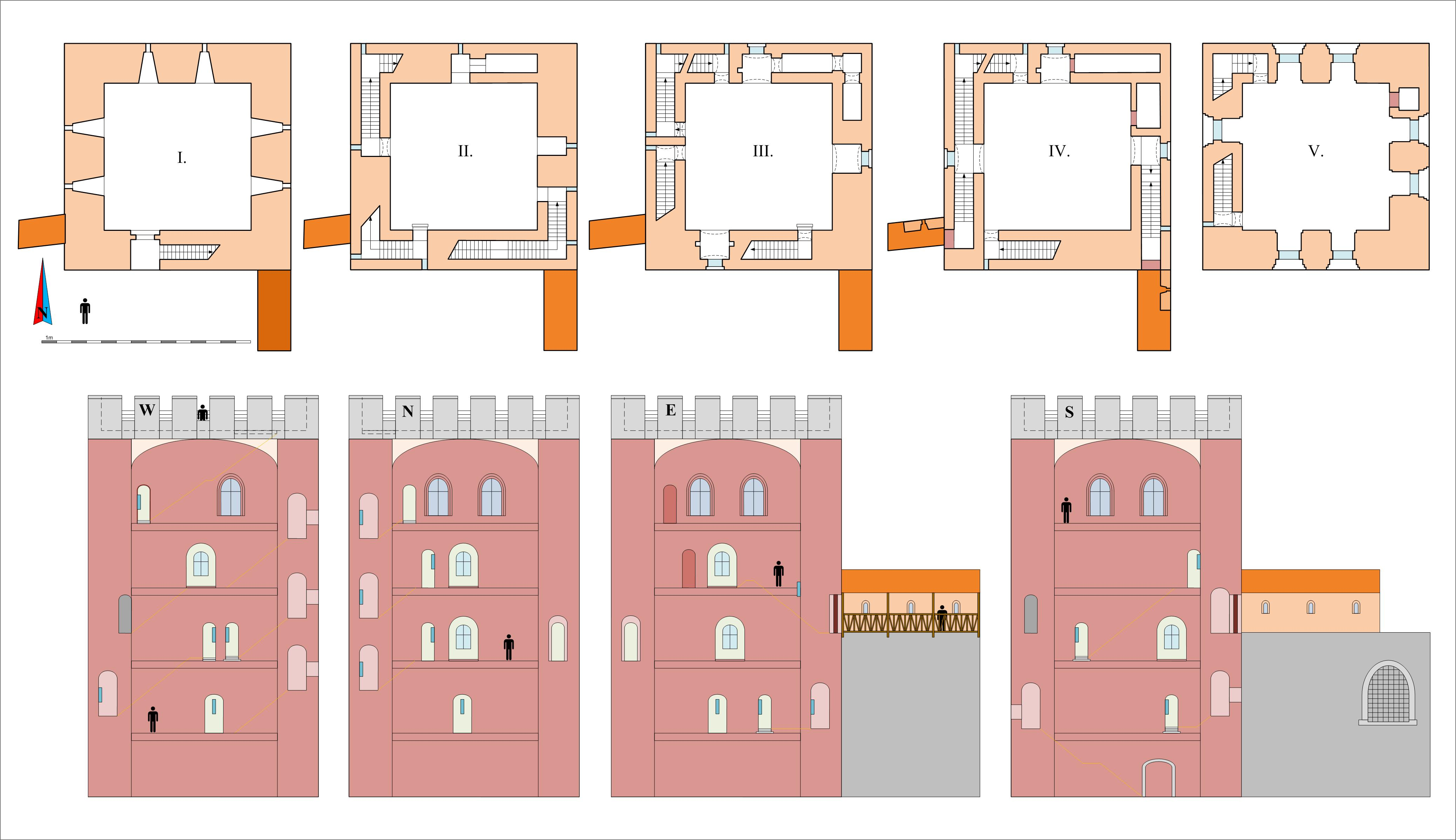
Planul castelului Medininkai - turnul din nord-est

Castelul Medininkai (în lituaniană Medininkų pilis) este un castel medieval din districtul Vilnius, Lituania, care a fost construit în prima jumătate a secolului al XIV-lea. Perimetrul defensiv al castelului era de 6,5 hectare; acesta este cel mai mare castel din Lituania. 
Castelul a fost construit pe teren simplu și a fost conceput pentru apărare laterală. Curtea dreptunghiulară a castelului a acoperit aproximativ 1,8 hectare și a fost protejată de ziduri de 15 metri înălțime și 2 metri grosime. Castelul avea 4 porți și turnuri. Turnul principal (donjon), de aproximativ 30 de metri înălțime, a fost folosit pentru cartierele rezidențiale. Medininkai a fost menționat pentru prima dată în 1392. Castelul a fost grav avariat de un incendiu major la sfârșitul secolului al XV-lea. Din cauza utilizării crescute a armelor de foc, acest tip de castel nu mai era potrivit pentru scopuri defensive și a fost ulterior folosit ca reședință. În secolele XVII-XVII, a fost reorganizat într-o fermă și o brutărie . 
Din 2004, castelul aparține Muzeului Istoric Trakai. La sfârșitul lunii septembrie 2012, castelul a fost deschis după reconstrucție, aici se găește  o colecție de trofee de vânătoare a președintelui Algirdas Brazauskas și o expoziție dedicată istoriei castelului. Accesul este liber în zona adiacentă zidurilor donjonului și, în timp cald, și în zona superioară a donjonului.
În 2006 a apărut pe o monedă comemorativă de 50 de litas.

## Galerie

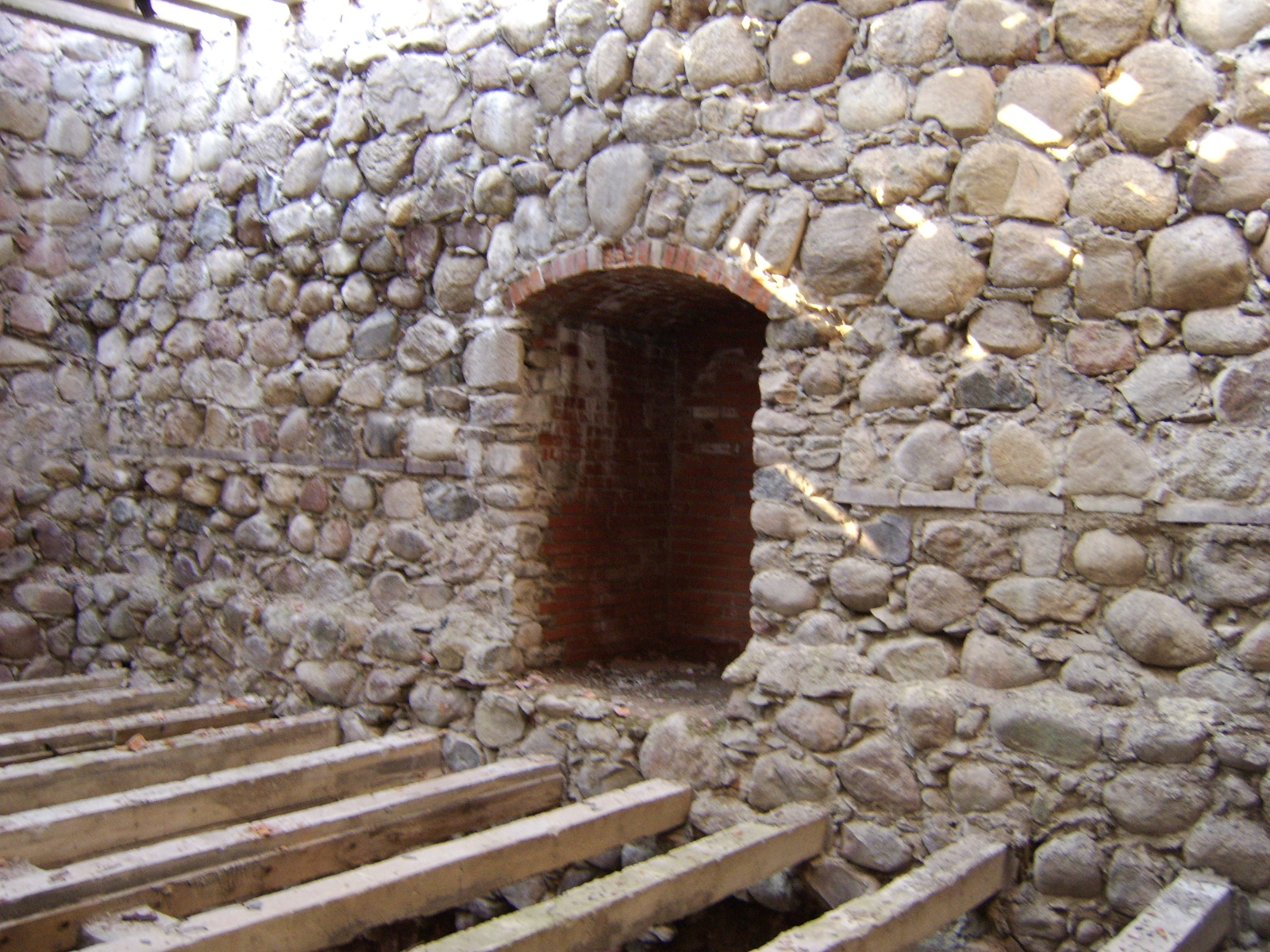
În interiorul turnului
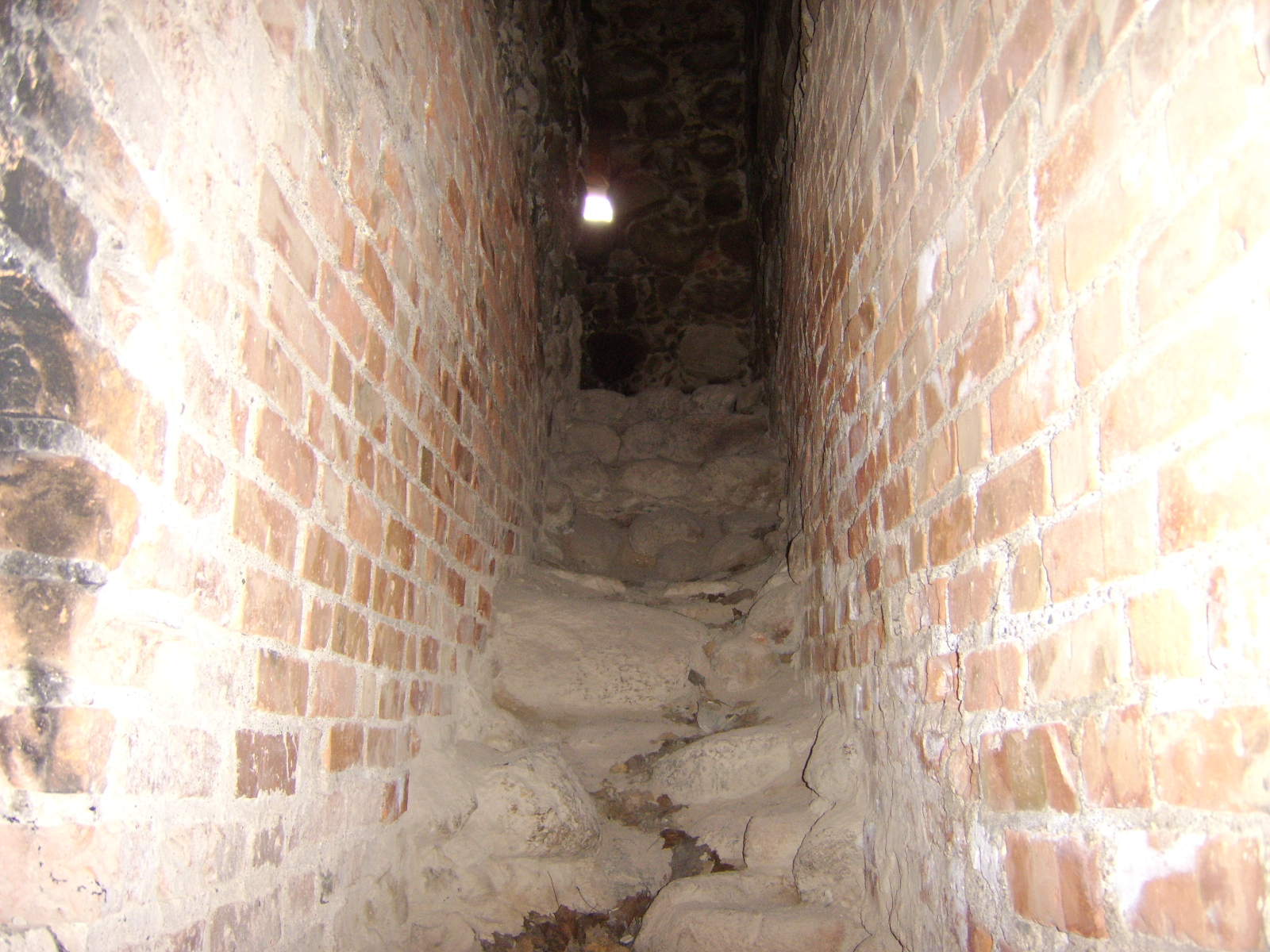
Intrarea în turn
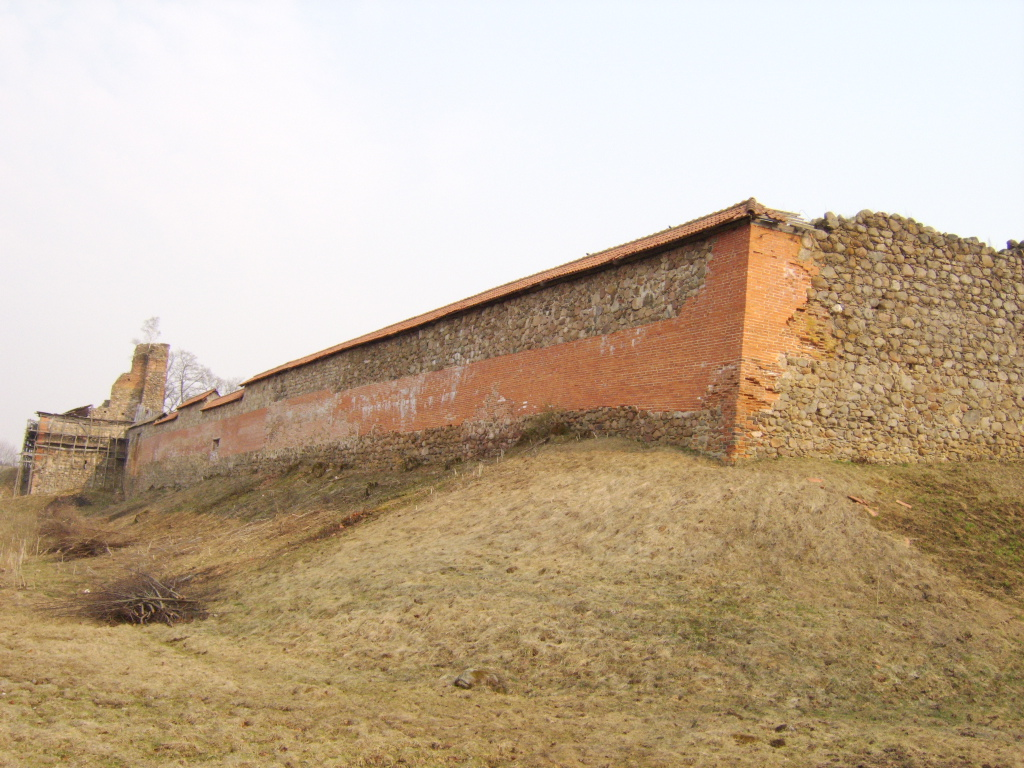
Zidurile castelului
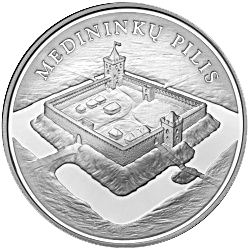
Monedă comemorativă dedicată Castelului Medininkai